# Kruche jak lód: Walka o złoto
Kruche jak lód: Walka o złoto lub Na cienkim lodzie lub Lodowa księżniczka (ang. Ice Angel, 2000) – kanadyjsko-amerykańska komedia familijna.
Popularny hokeista Matt Clark przedwcześnie odchodzi z tego świata. Ma szansę powrócić do świata żywych, ale w ciele łyżwiarki figurowej Sarah Bryan.
W Polsce film był emitowany w telewizji Jetix i Jetix Play.
Premiera filmu odbyła się 14 maja 2005 roku o godz. 10:30 w Kinie Jetix.

## Obsada
- Tara Lipinski – Tracy
- Nancy Kerrigan – Julie
- Thomas Calabro – Ray
- Gwynyth Walsh – Pani Bryan
- Brendan Beiser – Allan
- Nicholle Tom – Sarah Bryan
- Aaron Smolinski – Matt Clark
- Alan Thicke – Trener Parker

i inni

## Wersja polska
Opracowanie i udźwiękowienie wersji polskiej: na zlecenie Jetix – Studio Eurocom

Reżyseria: Dorota Prus-Małecka

Dialogi: Aleksandra Rojewska

Dźwięk i montaż: Jacek Kacperek

Kierownictwo produkcji: Marzena Wiśniewska

Udział wzięli:
- Anna Sroka – Sarah Bryan
- Agnieszka Fajlhauer – narzeczona Matta
- Magdalena Krylik – Tracy
- Agnieszka Kunikowska – Mama Sary
- Cynthia Kaszyńska – komentatorka łyżwiarstwa figurowego
- Aleksandra Rojewska
- Dorota Kawęcka – pielęgniarka
- Andrzej Hausner – Matt Clark
- Jan Aleksandrowicz – Ray
- Leszek Zduń –
  - lekarz,
  - portier,
  - hokeista
- Wojciech Machnicki –
  - Ojciec Sary,
  - komentator hokeja #1
- Ryszard Olesiński – trener Parker
- Jacek Wolszczak –
  - komentator hokeja #2,
  - hokeista,
  - komentator łyżwiarstwa figurowego
- Mieczysław Morański – Allan
- Aleksander Czyż – Ochroniarz